# Ch'ŏnnae-gun
Ch'ŏnnae-gun (koreanska: 천내군) är en kommun i Nordkorea.   Den ligger i provinsen Kangwŏn-do, i den centrala delen av landet, 130 km öster om huvudstaden Pyongyang.